# Uničov (stacja kolejowa)
Uničov – stacja kolejowa w Uničovie, w kraju ołomunieckim, w Czechach Znajduje się na wysokości 240 m n.p.m.
Na przystanku istnieje możliwość zakupu biletów na wszystkiego rodzaju pociągi oraz rezerwacji miejsc. 

## Linie kolejowe
- 290 Olomouc - Šumperk